# Estación de Alonso de Mendoza
Alonso de Mendoza es una estación de la línea 12 del Metro de Madrid ubicada bajo la calle del mismo nombre, en la zona sur del barrio de Alhóndiga de Getafe (España).

## Historia
La estación abrió al público con el resto de estaciones de MetroSur el 11 de abril de 2003. Recibe su nombre, al parecer, por el hidalgo getafense D. Alonso de Mendoza, a veces confundido con el fundador de la ciudad boliviana de La Paz (sede del gobierno de Bolivia).
Desde el 6 de julio de 2014, la estación permaneció cerrada por obras de mejora de las instalaciones entre las estaciones de Arroyo Culebro y Los Espartales. El motivo de estas obras fue la reposición y mejora de las condiciones existentes en la plataforma de vía con una serie de trabajos de consolidación, sustitución del sistema de fijación de la vía, impermeabilización del túnel e incremento de la capacidad de la red de drenaje. Las actuaciones permitirán que los trenes puedan duplicar su velocidad al pasar por este tramo, llegando a circular a más de 70 km/h. El servicio se restableció el 8 de septiembre de 2014.

## Accesos
Vestíbulo Alonso de Mendoza
- Ferrocarril - El Greco C/ El Greco, 2 (esquina C/ Ferrocarril)
- Ascensor C/ El Greco, 8

## Líneas y conexiones

### Metro
| << cabecera | < estación    | línea | estación >     | cabecera >> |
| ----------- | ------------- | ----- | -------------- | ----------- |
| circular    | Conservatorio |       | Getafe Central | circular    |

### Autobuses
| Diurnos |                                |                                                   |                           |
| Línea   | Destino                        | Parada                                            | Operador                  |
| 1       | Ambulatorio                    | 08243 Greco-Est. Alonso de Mendoza (N.º 10)       | Avanza Movilidad Integral |
| 7       | Getafe Central                 | 08243 Greco-Est. Alonso de Mendoza (N.º 10)       | Avanza Movilidad Integral |
| 1       | Sector III                     | 17895 Ferrocarril-Est. Alonso de Mendoza (N.º 62) | Avanza Movilidad Integral |
| 7       | Parque Tecnológico TecnoGetafe | 17895 Ferrocarril-Est. Alonso de Mendoza (N.º 62) | Avanza Movilidad Integral |
| 2       | Ambulatorio                    | 08229 Av. Reyes Católicos-Velázquez (N.º 23)      | Avanza Movilidad Integral |
| 2       | Arroyo Culebro                 | 08254 Av. Libertad-Oro                            | Avanza Movilidad Integral |
| 6       | San Isidro                     | 12849 Ferrocarril-Pintor Rosales                  | Avanza Movilidad Integral |

| Diurnos   |                                                   |                                                   |                           |
| Línea     | Destino                                           | Parada                                            | Operador                  |
| 441       | Getafe (Sector III) (Avenida de Juan José Rosón)  | 17895 Ferrocarril-Est. Alonso de Mendoza (N.º 62) | Avanza Movilidad Integral |
| 444       | Getafe (Sector III) (Calle de las Islas Canarias) | 17895 Ferrocarril-Est. Alonso de Mendoza (N.º 62) | Avanza Movilidad Integral |
| 441       | Madrid (Plaza Elíptica)                           | 08243 Greco-Est. Alonso de Mendoza (N.º 10)       | Avanza Movilidad Integral |
| 462       | Getafe                                            | 08243 Greco-Est. Alonso de Mendoza (N.º 10)       | Avanza Movilidad Integral |
| 455       | Pinto                                             | 08254 Av. Libertad-Oro                            | Avanza Movilidad Integral |
| 462       | Parla                                             | 08254 Av. Libertad-Oro                            | Avanza Movilidad Integral |
| 444       | Madrid (Plaza Elíptica)                           | 08229 Av. Reyes Católicos-Velázquez (N.º 23)      | Avanza Movilidad Integral |
| 455       | Getafe (Avenida de los Ángeles)                   | 08229 Av. Reyes Católicos-Velázquez (N.º 23)      | Avanza Movilidad Integral |
| Nocturnos |                                                   |                                                   |                           |
| Línea     | Destino                                           | Parada                                            | Operador                  |
| N801      | Getafe (Buenavista-Sector III)                    | 17895 Ferrocarril-Est. Alonso de Mendoza (N.º 62) | Avanza Movilidad Integral |
| N807      | Getafe - Humanes - Griñón                         | 17895 Ferrocarril-Est. Alonso de Mendoza (N.º 62) | Avanza Movilidad Integral |
| N801      | Madrid (Atocha)                                   | 08243 Greco-Est. Alonso de Mendoza (N.º 10)       | Avanza Movilidad Integral |
| N807      | Madrid (Atocha)                                   | 08243 Greco-Est. Alonso de Mendoza (N.º 10)       | Avanza Movilidad Integral |